# Laura De Fusco
Laura De Fusco (Castellammare di Stabia, 4 novembre 1946) è una pianista italiana.

## Biografia

Laura De Fusco all'età di 16 anni

Ha compiuto i suoi studi musicali a Napoli, al Conservatorio San Pietro a Majella, sotto la guida di Vincenzo Vitale, tenendo il suo primo concerto nel 1960, nel quale eseguì il Concerto n.2 di Camille Saint-Saëns. Dopo qualche anno, nel 1963, vinse il Concorso Pianistico Internazionale Ettore Pozzoli di Seregno che le diede la possibilità di essere conosciuta anche a livello internazionale.
Nel corso della sua attività artistica ha poi suonato al Teatro alla Scala di Milano nel 1966 ed all'Accademia di Santa Cecilia a Roma, per citare alcune fra le più importanti associazioni di concerti in Italia. Si è poi esibita anche con le più importanti orchestre del mondo, come l'Orchestra Sinfonica di Filadelfia, la BBC Symphony Orchestra di Londra ed altri importanti complessi orchestrali di Madrid, L'Aia, Amsterdam, Detroit e Buenos Aires. È stata diretta dai più importanti direttori e fra questi Riccardo Muti, Riccardo Chailly, Zubin Mehta ed Eliahu Inbal.
Nella sua carriera si è dedicata anche alla musica da camera esibendosi in duo con violinisti e violoncellisti e in altre formazioni cameristiche.
Ha insegnato pianoforte al Conservatorio di San Pietro a Majella di Napoli.